# NGC 6998
NGC 6998 је елиптична галаксија у сазвежђу Микроскоп која се налази на NGC листи објеката дубоког неба.
Деклинација објекта је - 28° 1' 54" а ректасцензија 21h 1m 37,7s. Привидна величина (магнитуда) објекта NGC 6998 износи 14,2 а фотографска магнитуда 15,2. NGC 6998 је још познат и под ознакама ESO 464-14, A 2058-28, PGC 65925.